# Херцеговински въстания (1852 – 1862)
Вижте пояснителната страница за други значения на Херцеговинско въстание.
Херцеговинските въстания от 1852-1862 година са въстания на православното население в източната част на стара Херцеговина (днес Западна Черна гора) срещу османското владичество. Съвпадат с черногорско-турските войни от 1852-1853, 1857-1858 и 1862. Поради ограничения си обхват, съпротивата на местните мюсюлмани и противоречията между участниците, постигат само ограничени успехи. Поражението им води до временно утвърждаване на османското господство в Херцеговина до голямото въстание от 1875 година.

## Причини
В основата на конфликта е спорът за поземлената собственост. Танзиматските реформи, въведени в Босна и Херцеговина през 1850-1851 година (замяната на местната администрация с турска, въвеждането на задължителни набори, пр.), обезсилват политически мюсюлманските първенци (агите), но не накърняват собственическите им права. Християните, които нямат право на собствени земи, трябва не само да плащат данъци на държавата, но и да полагат безплатен труд (ангария) за земевладелците и да им предават една трета от реколтата, защото в противен случай могат да бъдат прогонени от нивите си без компенсация. Насилието, упражнявано от откупвачите на данъци, допринася допълнително за противоречията между религиозните общности и за стремежа на християните да отхвърлят османската власт. Силен фактор за последното е и Черна гора, която насърчава бунтовете оттатък западните си граници, за да си осигури териториално разширение и надмощие над Османската империя. Полунезависимите погранични племена в Херцеговина са освободени от много тегоби, но подкрепят Черна гора, когато османските власти се опитват да отнемат част от привилегиите им.

## Въстание от 1852-1853
През 1852 османските власти нареждат обезоръжаване на християните в Босна и Херцеговина. Мярката среща силна съпротива от населението на планинските области между Черна гора и владения от австрийците Дубровник. През есента на същата година съпротивата прераства във въоръжено въстание в долината Суторина, оглавено от местния предводител („капетан“) Лука Вукалович и подкрепено от черногорския княз Данило. За да се справи с кризата, в началото на 1853 босненският управител Омер паша Латас организира голям военен поход срещу Черна гора. Въпреки ефективните партизански действия на Вукалович в тила им, османците бързо печелят надмощие и само предупреждението и частичната военна мобилизациия на Австрия спасяват Черна гора от пълно поражение. В резултат от оттеглянето на Омер паша и започналата скоро след това Кримска война въстаниците запазват независимостта си. Сблъсъците с турците продължават спорадично през следващите пет години.

## Въстание от 1857-1858
Обещанието за равноправие, записано в Парижкия мирен договор и Хатихумаюна от 1856 година, насърчава исканията на херцеговинските и босненските християни за правото да откупуват обработваемата земя, за намаление на данъците и защита от административните злоупотреби. Бездействието на османските власти и изострянето на граничния спор с Черна гора водят до ново въстание в края на 1857 година, което обхваща областта Требине и поречията на Тара и Пива. Конкретният повод е убийството на двама сърби при насилствено събиране на данъците. Въстаниците, предвождани от Вукалович, нанасят няколко поражения на местното мюсюлманско опълчение и през февруари 1858 отбиват турско настъпление срещу базата си в Зупци. Второ, по-мощно настъпление през април завършва с разгром на турците от черногорските войски в битката при Граховац. Намесата на големите европейски държави-гаранти на Парижкия мир спира конфликта. Съгласно примирието херцеговинските въстаници постигат редица данъчни и политически облекчения (намаляване на задълженията към агите от една трета до една четвърт от реколтата, договаряне на данъка към султана между християнските капитани и херцеговинския везир, изтегляне на башибозука от източна Херцеговина и др.). Примирието помага на османските власти да потушат селските въстания, избухнали същото лято в Босненска Крайна и Посавина.

## Въстание от 1861-1862
Споразумението за уреждане на черногорско-турския конфликт, наложено от Великите сили през 1860, оставя голяма част от въстаналите херцеговински територии под османска власт. В следващите две години се стига да нови въоръжени сблъсъци при Подгорица, Никшич и Суторина. В опит да предотвратят поредна ескалация европейските сили и османските власти предлагат различни начини за оземляване на християните и смекчаване на данъчната система (събиране на задълженията от изборни старейшини), но всички те са отхвърлени под влиянието на новия черногорски княз Никола. Зачестилите бунтовнически нападения провокират ново османско нашествие в Черна гора през лятото на 1862. Този път тримесечната офанзива завършва с пълно поражение на черногорците. Останали без подкрепа и разединени помежду си (вследствие от конфликт между Никола и Вукалович), херцеговинците са принудени да сключат сепаративни споразумения с османците. За да усмирят бунтовниците османските власти се съгласяват да опростят данъчните задължения на населението за шест години. Опит на Вукалович да вдигне ново въстание през 1864 остава изолиран.